# Hr.Ms. Abraham van der Hulst (1993)
Hr.Ms. Abraham van der Hulst (F 832) was een Nederlands fregat van de Karel Doormanklasse, ook wel multipurpose fregat of M-fregat genoemd. Het schip werd gebouwd door de scheepswerf Koninklijke Schelde Groep uit Vlissingen en is vernoemd naar de 17e-eeuwse admiraal en zeeheld Abraham van der Hulst.
In 1998 was de Abraham van der Hulst betrokken bij de evacuatie van westerse burgers uit Eritrea. In totaal werden 132 burgers uit de Europese Unie, Canada, de Verenigde Staten, Australië en Nieuw-Zeeland naar de Jemenitische havenstad Hadeida gebracht. De Abraham van der Hulst was op het moment van de evacuatie in de buurt omdat het schip op terugtocht was van de Perzische Golf naar Den Helder.
Nadat het schip heeft deelgenomen aan operatie Enduring Freedom, keerde de Abraham van der Hulst samen met de Van Amstel op 5 juli 2002 terug in de haven van Den Helder. Gedurende operatie Enduring Freedom verzamelden de twee fregatten informatie en werden marineschepen geëscorteerd in en rondom de Perzische Golf.

## Verkoop aan Chili
In 2005 werd de Abraham van der Hulst overgedragen aan de Chileense marine, waar het schip dienstdoet als Almirante Blanco Encalada. In 2007 is de Hr.Ms. Tjerk Hiddes, een ander fregat van de Karel Doormanklasse, ook verkocht aan de Chileense marine.